# Elecciones municipales de Guayaquil de 1992
Las Elecciones municipales de Guayaquil de 1992, celebradas el 10 de agosto de ese mismo año, resultaron en la elección del ex presidente de la república León Febres Cordero, del Partido Social-Cristiano Ecuador (PSC), por una amplia diferencia a su contendor Carlos Bernitt por el Partido Roldosista Ecuatoriano (PRE).

## Antecedentes
En cuestión de elecciones municipales en Guayaquil, los votantes deben de escoger a los respectivos alcaldes y los consejos municipales. El proceso de elecciones provinciales implicaba en ese entonces la elección de prefectos y consejos provinciales. Mediante elecciones populares se escogían un total de 1360 cargos en los que se incluyen los cargos locales y regionales. No existían legislaturas provinciales y los gobernadores eran designados por los presidentes.
Fuentes: